# Capito niger
El cabezón turero, chaboclo turero, cabezón negro,  capitán turero o barbudo negrimanchado (Capito niger) es una especie de ave piciforme de la familia Capitonidae que vive en el norte de Sudamérica. Solo se reconoce una subespecie, aunque en el pasado se consideró al cabezón dorado una subespecie del cabezón turero. 

## Distribución y hábitat
Se encuentra en las selvas húmedas del norte de Brasil, la Guayana francesa, Guyana, Surinam y Venezuela.